# Демут, Елена
Елена «Ленхен» Демут (нем. Helena Demuth; 31 декабря 1820, Санкт-Вендель — 4 ноября 1890, Лондон) — друг семьи Карла Маркса.
С детских лет была служанкой в доме семьи будущей жены Маркса фон Вестфаленов, её мать отослала Елену Демут к молодой паре в 1846 году.
Начиная с 1837 года и до смерти супруги Маркса в 1881 году за исключением первых нескольких месяцев её супружеской жизни Елена Демут и Женни фон Вестфален постоянно жили вместе.
В 1852 году Демут родила ребёнка. Некоторые считают, что его отцом был Карл Маркс, хотя точно это не установлено. 
После смерти Женни фон Вестфален в декабре 1881 г. и Маркса 14 марта 1883 г. Елена Демут переселилась к Фридриху Энгельсу и вела его хозяйство.
В октябре 1890 у Демут диагностировали рак, и в следующем месяце она умерла в 69-летнем возрасте. В соответствии с пожеланием Женни Маркс она была похоронена на Хайгейтском кладбище, в одной могиле с супругами Маркс.